# Bafwasende
Bafwasende este un oraș în  provincia Haut-Congo, Republica Democrată Congo. În 2012 avea o populație de 15 011 de locuitori, iar în 2004 avea 12 795.